# Трамони, Маттео
Маттео́ Трамони́ (фр. Mattéo Tramoni; род. 20 января 2000, Аяччо) — французский футболист, полузащитник клуба «Пиза».

## Клубная карьера
Трамони — воспитанник клуба «Аяччо». 19 сентября 2017 года в матче против «Валансьена» он дебютировал в Лиге 2. 29 сентября в поединке против «Бур-ан-Бресс — Перонна» Маттео забил свой первый гол за «Аяччо». Летом 2020 года Трамони перешёл в итальянский «Кальяри». 4 октября в матче против «Аталанты» он дебютировал в итальянской Серии A. Летом 2021 года Трамони для получения игровой практики был арендован «Брешиа». 22 августа в матче против «Тернаны» он дебютировал в итальянской Серии B. 1 ноября в поединке против «Беневенто» Маттео забил свой первый гол за «Брешиа». 